# Oostenrijk op de Olympische Winterspelen 1952
Tijdens de Olympische Winterspelen van 1952, die in Oslo (Noorwegen) werden gehouden, nam Oostenrijk voor de zesde keer deel.

## Medailleoverzicht
| Sport       | Olympiër            | Discipline       | Medaille |
| ----------- | ------------------- | ---------------- | -------- |
| Alpineskiën | Othmar Schneider    | slalom (m)       | Goud     |
| Alpineskiën | Trude Jochum-Beiser | afdaling (v)     | Goud     |
| Alpineskiën | Christian Pravda    | reuzenslalom (m) | Zilver   |
| Alpineskiën | Othmar Schneider    | afdaling (m)     | Zilver   |
| Alpineskiën | Dagmar Rom          | reuzenslalom (v) | Zilver   |
| Kunstrijden | Helmut Seibt        | mannen           | Zilver   |
| Alpineskiën | Christian Pravda    | afdaling (m)     | Brons    |
| Alpineskiën | Toni Spiß           | reuzenslalom (m) | Brons    |

## Deelnemers en resultaten

### Alpineskiën
| Olympiër            | Discipline       | Resultaat | Prestatie                    |
| ------------------- | ---------------- | --------- | ---------------------------- |
| Otto Linher         | afdaling (m)     | 28e       | 2.47,9 (+17,1)               |
| Christian Pravda    | afdaling (m)     | Brons     | 2.32,4 (+1,6)                |
| Christian Pravda    | reuzenslalom (m) | Zilver    | 2.26,9 (+1,9)                |
| Christian Pravda    | slalom (m)       | 29e       | 2.54,7 (+54,7) 1.01,5+1.53,2 |
| Othmar Schneider    | afdaling (m)     | Zilver    | 2.32,0 (+1,2)                |
| Othmar Schneider    | slalom (m)       | Goud      | 2.00,0 59,5+1.00,5           |
| Egon Schöpf         | afdaling (m)     | dq        | diskwalificatie              |
| Egon Schöpf         | reuzenslalom (m) | dq        | diskwalificatie              |
| Hans Senger         | reuzenslalom (m) | 9e        | 2.33,6 (+8,6)                |
| Hans Senger         | slalom (m)       | dq        | diskwalificatie 59,2+dq      |
| Toni Spiß           | reuzenslalom (m) | Brons     | 2.28,8 (+3,8)                |
| Toni Spiß           | slalom (m)       | dnf       | 1e run niet gefinisht        |
| Trude Jochum-Beiser | afdaling (v)     | Goud      | 1.47,1                       |
| Trude Jochum-Beiser | reuzenslalom (v) | 11e       | 2.14,3 (+7,5)                |
| Trude Jochum-Beiser | slalom (v)       | 8e        | 2.15,9 (+5,3) 1.08,7+1.07,2  |
| Trude Klecker       | afdaling (v)     | 24e       | 1.57,9 (+10,8)               |
| Trude Klecker       | reuzenslalom (v) | 4e        | 2.11,4 (+4,6)                |
| Erika Mahringer     | afdaling (v)     | 4e        | 1.49,5 (+2,4)                |
| Erika Mahringer     | reuzenslalom (v) | 17e       | 2.16,8 (+10,0)               |
| Erika Mahringer     | slalom (v)       | 22e       | 2.26,6 (+16,0) 1.18,6+1.08,0 |
| Dagmar Rom          | afdaling (v)     | 5e        | 1.49,8 (+2,7)                |
| Dagmar Rom          | reuzenslalom (v) | Zilver    | 2.09,0 (+2,2)                |
| Dagmar Rom          | slalom (v)       | 36e       | 3.07,9 (+57,3) 1.57,7+1.10,2 |
| Rosi Sailer         | slalom (v)       | 17e       | 2.20,9 (+10,3) 1.09,3+1.11,6 |

### Bobsleeën
| Olympiër                                                     | Discipline                  | Resultaat | Prestatie                                                |
| ------------------------------------------------------------ | --------------------------- | --------- | -------------------------------------------------------- |
| Karl Wagner Franz Eckhardt                                   | 2-mansbob (m) Oostenrijk I  | 9e        | 5.37,04 (+12,50) (1.24,16 / 1.24,54 / 1.24,00 / 1.24,34) |
| Heinz Hoppichler Wilfried Thurner                            | 2-mansbob (m) Oostenrijk II | 16e       | 5.53,86 (+29,32) (1.30,27 / 1.28,30 / 1.27,78 / 1.27,51) |
| Karl Wagner Franz Eckhardt Hermann Palka Paul Aste           | 4-mansbob (m) Oostenrijk I  | 5e        | 5.14,74 (+6,90) (1.19,34 / 1.18,91 / 1.18,27 / 1.18,22)  |
| Kurt Loserth Wilfried Thurner Franz Kneissl Heinz Hoppichler | 4-mansbob (m) Oostenrijk II | dnf       | opgave (1.19,51 / 1.20,25 / 1.20,44 / dnf)               |

### Kunstrijden
| Olympiër                  | Discipline | Resultaat | Prestatie                 |
| ------------------------- | ---------- | --------- | ------------------------- |
| Helmut Seibt              | mannen     | Zilver    | pc. 23,0; 180,144 punten  |
| Kurt Oppelt               | mannen     | 11e       | pc. 98,0; 137,033 punten  |
| Annelies Schilhan         | vrouwen    | 16e       | pc. 140,0; 134,744 punten |
| Sissy Schwarz             | vrouwen    | 19e       | pc. 178,0; 126,878 punten |
| Sissy Schwarz Kurt Oppelt | paarrijden | 9e        | pc. 83,0; 85,200 punten   |

### Langlaufen
| Olympiër                                                       | Discipline        | Resultaat | Prestatie                                        |
| -------------------------------------------------------------- | ----------------- | --------- | ------------------------------------------------ |
| Josef Schneeberger                                             | 18 km (m)         | 23e       | 1:09.12 (+7.38)                                  |
| Matthias Noichl                                                | 18 km (m)         | 28e       | 1:09.48 (+8.14)                                  |
| Hans Eder                                                      | 18 km (m)         | 31e       | 1:10.13 (+8.39)                                  |
| Friedrich Krischan                                             | 18 km (m)         | 43e       | 1:11.54 (+10.20)                                 |
| Oskar Schulz                                                   | 18 km (m)         | 48e       | 1:12.37 (+11.03)                                 |
| Leopold Kohl                                                   | 18 km (m)         | 51e       | 1:13.10 (+11.36)                                 |
| Sepp Schiffner                                                 | 18 km (m)         | 69e       | 1:17.31 (+15.57)                                 |
| Peter Radacher                                                 | 18 km (m)         | dnf       | opgave                                           |
| Hans Eder Friedrich Krischan Karl Rafreider Josef Schneeberger | 4x10 km estafette | 5e        | 2:34.36 (+14.20) (38.41 / 39.50 / 38.16 / 37.49) |
| Lizzy Kladensky                                                | 10 km (v)         | dnf       | opgave                                           |

### Noordse combinatie
| Olympiër       | Discipline | Resultaat | Prestatie                                                              |
| -------------- | ---------- | --------- | ---------------------------------------------------------------------- |
| Hans Eder      | mannen     | 9e        | 420,58 punten schans: 209,0 (61,5+62,0+64,5 m) 18 km: 211,58 (1:10.13) |
| Leopold Kohl   | mannen     | 18e       | 383,35 punten schans: 182,5 (58,0+57,0+58,0 m) 18 km: 200,85 (1:13.10) |
| Sepp Schiffner | mannen     | 20e       | 371,53 punten schans: 186,5 (56,5+59,5+60,5 m) 18 km: 185,03 (1:17.31) |
| Peter Radacher | mannen     | dnf       | opgave schans: 187,0 (57,0+56,5+58,0 m) 18 km: dnf                     |

### Schaatsen
| Olympiër          | Discipline   | Resultaat | Prestatie         |
| ----------------- | ------------ | --------- | ----------------- |
| Arthur Mannsbarth | 500 m (m)    | 37e       | 47,6 (+4,4)       |
| Arthur Mannsbarth | 1500 m (m)   | 22e       | 2.26,6 (+6,2)     |
| Arthur Mannsbarth | 5000 m (m)   | 8e        | 8.36,3 (+25,7)    |
| Arthur Mannsbarth | 10.000 m (m) | 11e       | 17.44,2 (+58,4)   |
| Franz Offenberger | 500 m (m)    | 25e       | 45,9 (+2,7)       |
| Franz Offenberger | 1500 m (m)   | 20e       | 2.25,9 (+5,5)     |
| Franz Offenberger | 5000 m (m)   | 30e       | 9.03,0 (+52,4)    |
| Franz Offenberger | 10.000 m (m) | 26e       | 19.04,2 (+2.18,4) |
| Konrad Pecher     | 500 m (m)    | 36e       | 47,3 (+4,1)       |
| Konrad Pecher     | 1500 m (m)   | 36e       | 2.34,8 (+14,4)    |
| Konrad Pecher     | 5000 m (m)   | 32e       | 9.04,9 (+54,3)    |

### Schansspringen
| Olympiër          | Discipline | Resultaat | Prestatie                  |
| ----------------- | ---------- | --------- | -------------------------- |
| Walter Steinegger | mannen     | 14e       | 202,0 punten (61,5+63,0 m) |
| Rudolf Dietrich   | mannen     | 21e       | 198,0 punten (63,0+62,5 m) |
| Hans Eder         | mannen     | 29e       | 188,5 punten (57,5+55,5 m) |
| Sepp Bradl        | mannen     | dnf       | opgave                     |

Argentinië · Australië · België · Bulgarije · Canada · Chili · Denemarken · Duitsland · Finland · Frankrijk · Griekenland · Groot-Brittannië · Hongarije · IJsland · Italië · Japan · Joegoslavië · Libanon · Nederland · Nieuw-Zeeland · Noorwegen · Oostenrijk · Polen · Portugal · Roemenië · Spanje · Tsjecho-Slowakije · Verenigde Staten · Zweden · Zwitserland